# Oxenstierna af Korsholm och Wasa
Oxenstierna af Korsholm och Wasa är en svensk grevlig adelsätt. 

## Historik
Medeltida frälse- och riksrådsätt som härstammar från Småland. Äldste kände stamfader är Torsten Vigolfsson (levde 1319) som 1292 bytte sitt fäderne, gården Wigholfstorp (nu Villstorp) i Forserums socken i Tveta härad mot Fallnafors i Malmbäcks socken i Västra härad i Njudung. Hans barn upptog efter mödernet det vapen som kommit att uppfattas som oxpanna (tyska Stirn = panna) med horn, och efter vilket släktmedlemmarna under 1500-talets senare hälft började bilda sitt släktnamn Oxenstirn/Oxenstierna.
Riksskattemästaren och sedermera riksamiralen friherre Gabriel Bengtsson Oxenstierna (1586–1656) upphöjdes i grevlig värdighet den 25 mars 1651 på Stockholms slott av drottning Kristina och introducerades den 15 oktober 1652 med namnet Oxenstierna af Korsholm och Wasa (efter grevskapet i Finland) under nr 8, och från honom härstammar den enda idag levande ätten Oxenstierna.
Drottning Kristina förlänade grevskapet Korsholms och Vasa grevskap åt riksskattmästaren Gabriel Bengtsson Oxenstierna den 25 mars 1651. Från början omfattade det dåvarande Vasa stad i Österbotten samt 377 1/6 mantal inom de i samma landskap belägna Mustasaari samt Storkyro och Lillkyro socknar. Den 17 april 1652 ökades det med 63 3/8 mantal i Storkyro socken och den 18 augusti 1653 fick Oxenstierna tillstånd att införliva Korsholms kungsgård som han hade bytt till sig av Vasa stad den 23 juli 1651 mot 5 11/12 mantal av grevskapsgodsen i Mustasaari socken. Vid mitten av 1650-talet lydde därför denna kungsgård under Vasa stad och 434 5/8 mantal. I grevebrevet bestämdes dess namn till Mustasaari, men den 18 augusti 1653 fick Oxenstierna rätt att skriva sig greve till Korsholm och Vasa, en titel som tilldelats honom redan den 17 april 1652. Grevskapet indrogs genom reduktionen 1674 och staden Vasa återfick en stor del av den forna kungsgårdens ägor.
Till kungsgården hörde också Korsholms vallar, den kulle där Korsholms slott hade byggts. År 1662–64 uppfördes en ny, stor bostad uppe på Korsholms vallar, som allmänt kallades "Oxenstiernska palatset". Gabriel Gabrielsson bör ha varit byggherre, och han sägs ofta ha tillbringat tid där. Senast i detta skede försvann de sista spåren av de medeltida byggnaderna uppe på vallarna. Inga samtida avbildningar av byggnaden finns kvar, men på kartor ser man en L-formad byggnad, precis utanför Vasas stadsstaket. Nedanför kullen anlades "Korsholms trädgård", en kvadratisk odlingsyta på 1/3 ha.
Grevskapet Korsholm och Wasa indrogs vid reduktionen 1674. Samtidigt återkrävde reduktionskollegiet ränta, som de menade att släkten Oxenstierna af Korsholm och Wasa inte hade överlämnat till kronan, sammanlagt 160 000 riksdaler och dödsboet efter Gabriel Gabrielsson försattes i konkurs 1685. Oxenstiernska palatset övergick till att bli residens för landshövdingen i Österbotten. Den funktionen hade det ända tills det revs 1748.

## Vapensköld beskrivning
Stamsköldmärket beskrivs som ett rödbrun oxpanna; detta gäller även den tillhörande hjälmprynaden med påfågelfjärden i sin naturliga färg. Huvudskölden är kvadrerad i fyra fält. Fältet högst upp till vänster och fältet längst ner till höger och består av en beväpnad försilvrad arm med hand och fingrar hållande sig en förgylld nyckel i ett blått fält. Denna symbol hittas också på hjälmen på dexter sida och symboliserar riksskattmästarämbetet vilket Gabriel Bengtsson Oxenstierna innehade. De kvarstående fälten som består av guld eller gult som beskrivs i sköldebrevet som tre mångdubbla och tvärsatta röda rosor. Tydligare rosor kan ses i hjälmprydnaden på sinister sidan i vad som beskrevs som två buffelhorn (vesselhorn)  schackvis fördelade. Där respektive halvt gult och halvt rött med tre röda rosor utantill. Detta är stamvapnet för hans mor, grevinnan Sigrid Gustavsdotters ätt, vilket i litteraturen efter sin vapenbild burkar kallas "Tre rosor". Lejonet som inte är onämnt i sköldebrevet men brukar vanligtvis framställas i ätten vapen och ses som en självklarhet.

## Blasonering
| ” | Een fyradubbell fördeldt Sköldh, der mit utj herr Gabriel Oxenstiernas förre och Gamble Wapn, som ähr een Rödhbrun Oxenstierna utj guldh- eller guhlt feldt ter Cronan ähr indan till gull, och knapparne ofwan till som Pärlor; Vthj den öfwerste Skölden på högre och j den Niderste på Wänstre sijdan, ähr een bewäpnat och försilfrat arm, hollande medh handen och fingrerne een förgyldt Nyckell, alt utj blåå fiäll. Utj den öfwerste på Wänstre och den Niderste Skölden på högre sijdan, tree Mångedubble och twärsatte röde Rosor, utj guldh- eller guhlt fält; Ofwan opå Skölden tree öpne Tornerehielmar; Täcken och Crantzerne medh rödt, rödhbrunt, guldh- eller guldt, försilfrat och blådt, fördeelte; hwarthere hielmen medh een Grefweligh Chrona opå, och uthur den Midleste hielm Chronan opstår Oxenstierne Wapnet medh een Påfugelfieeder af sin Naturlige skapnadh och färga; Opå den högre hielm Chronan står een bewäpnat och försilfrat Arm medh förgylte Nyckelen; Och opå den Wänstre hielm Chronan tu Boffelshorn schacktewis fördeelte emoth hwar andre, hwartere hornet halfparten guhlt, och halft rödt, medh tree röde Rosor utan till; aldeles som helle thette Wapnet medh sine Egendtlige färgor härhoos afmåhlat och repræsenterat står | „ |
| – Sköldebrevsavskrifter, RHA, 03A:003 (lös blasonering). Transkription: Karin Borgkvist Ljung, 2017-12-19. | |   |

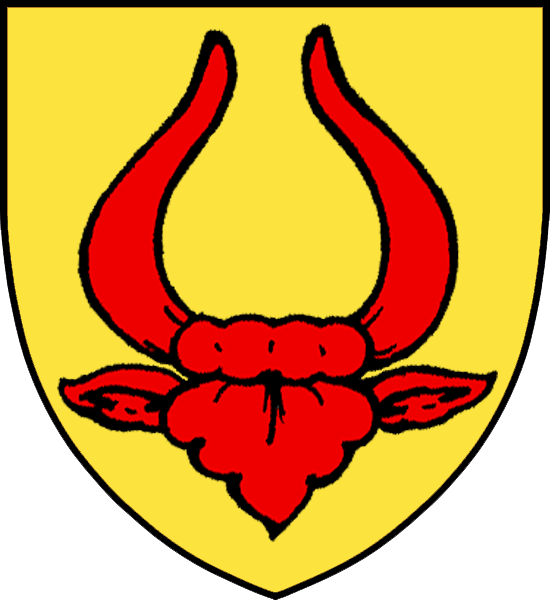
Sköldmärke.

## Medlemmar (urval)
- Gabriel Oxenstierna
- Bengt Gabrielsson Oxenstierna
- Gustaf Gabrielsson Oxenstierna
- Gustaf Adolf Gabrielsson Oxenstierna
- Christiana Juliana Gabrielsdotter Oxenstierna
- Eva Magdalena Bengtsdotter Oxenstierna
- Axel Fredrik Oxenstierna, hovrättsråd i Vasa hovrätt 1784–94
- Erik Oxenstierna af Korsholm och Wasa